# Edu Marangon
Edu Marangon (n. 15 februarie 1963, São Paulo, São Paulo, Brazilia) este un fost fotbalist brazilian.
Între 1987 și 1990, Edu a jucat 9 meciuri pentru echipa națională a Braziliei.

## Statistici
| Brazilia | Brazilia | Brazilia |
| An       | Meciuri  | Goluri   |
| -------- | -------- | -------- |
| 1987     | 8        | 1        |
| 1988     | 0        | 0        |
| 1989     | 0        | 0        |
| 1990     | 1        | 0        |
| Total    | 9        | 1        |